# Aiphanes grandis
Aiphanes grandis là loài thực vật có hoa thuộc họ Arecaceae. Loài này được Borchs. & Balslev mô tả khoa học đầu tiên năm 1989.